# Instituto Diego de Colmenares

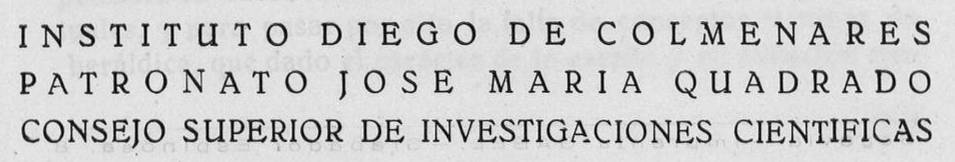
Pie de las portadas de las publicaciones del Instituto.

El Instituto Diego de Colmenares es una institución académica del Consejo Superior de Investigaciones Científicas centrada en estudios sobre la historia de la provincia de Segovia.

## Historia
La institución se creó en 1947 en el marco del Centro de Estudios Segovianos de Investigación de Arte, Historia y Poesía. El nombre del Instituto se refiere al historiador segoviano Diego de Colmenares, autor de la obra Historia de la insigne Ciudad de Segovia y compendio de las historias de Castilla. El Instituto Diego de Colmenares se encontraba adscrito al Patronato José María Quadrado. Este patronato era uno de los seis en que se dividió inicialmente el Consejo, siendo el dedicado a los estudios locales. En su fundación colaboraron Juan de Contreras y López de Ayala, marqués de Lozoya y Joaquín Pérez de Villanueva. Entre los años 1977 y 1979 dejó desapareció el patronato José María Quadrado, pero continuó adscrito al Consejo Superior de Investigaciones Científicas.
En 1949 comenzó a editar la revista Estudios Segovianos, siendo continuada esta labor por la Real Academia de Historia y Arte de San Quirce.
En algunas de sus publicaciones el Instituto utilizaba un grabado de la moneda conocida como el As de Segovia en la portada de las mismas. El As de Segovia tenía un gran simbolismo ya que constituye el documento escrito más antiguo en el que aparece el nombre de la ciudad.